# 대보1리항
대보1리항(大甫一里港)은 경상북도 포항시 남구 호미곶면 대보1리에 위치한 어항이다. 1972년 2월 7일 지방어항으로 지정되어 관리되고 있다. 시설관리자는 포항시장이다.
호미곶등대에서 남쪽 약 1.2km에 육지로 약간 옴폭 파인 곳에 위치하고 어업과 생활권을 대보항과 함께하고 있으며, 연안항로의 길잡이 호미곶등대, 등대박물관, 해맞이 축전을 기리는 해맞이 광장 등이 있어 유명하고, 해안에는 해국이 자생하고 있다. 어업인구 270여명, 어선 30여척이 조업하고 있다.

## 어항 연혁
대천(大川)과 보천(甫川)을 합하여 대보리(大甫里)라 하였는데 북쪽은 구만리(九萬里)요 남은 강사리(江沙里)다. 사지봉수대(沙只烽燧臺)가 있었던 봉오재(180.6m)에서 시작된 보내(甫川, 보천)가 구만리(九萬里)와의 경계(境界)를 이루면서 흘러내리고 있다.

## 항해 정보
부근 해역에서 가장 좋은 항해목표물은 백색 팔각의 호미곶등대(등고 31m)이다. 이 어항 북쪽으로 고립된 1기의 노출암과 수심 2.4m인 암초가 있다. 항내 수심 0.9m 정도이고 저질은 모래와 자갈이며, 소형선의 접안이 가능하다.

## 어항구역
본 항의 어항구역은 다음과 같다.
- 대보항 북방파제 시점부 북쪽방향으로 35m 지점(N : 285,920.989, E : 251,266.084)에서 정동방향으로 150m 지점(N : 285,920.989, E : 251,416.084)에서 정남방향으로 320m 지점(N : 285,600.989, E : 251,416.084)에서 서쪽방향으로 육지와 연결한선(N : 285,600.989, E:251,319.084)내 공유 수면(A=53,000m2)

## 어항 시설
- 북방파제 83m, 남방파제 91m, 물양장 22m, 호안 70m, 이안제 30m

## 어항개발 계획
2009년 11월 30일 어항개발계획이 고시되었다.
- 기존시설: 북방파제 83m, 내측방파제 78m, 남방파제 91m, 호안 55m
- 추가시설: 이안제 30m, 물양장 25m, 호안 77m, 기존 내측 방파제 제거 1식

## 주요 어종
- 대보1리항은 돌문어로 유명하며 성게, 해삼, 미역 등이 생산된다. 지역수산물로는 광어, 도다리, 우럭, 전복 등이다.

## 참고사항
- 국가어항으로 지정된 대보항은 북북서 쪽으로 직선거리 1.5km 떨어진 곳에 위치하고 있다.